# Baron Raby

Wappen der Barone Raby, erster Verleihung

Wappen der Barone Raby, zweiter Verleihung

Baron Raby war ein erblicher britischer Adelstitel, der je einmal in der Peerage of England und der Peerage of the United Kingdom verliehen wurde.

## Verleihungen
In erster Verleihung wurde der Titel Baron Raby, of Raby in the County or Bishopric of Durham, am 12. Januar 1640 in der Peerage of England für Thomas Wentworth, 1. Viscount Wentworth geschaffen, als nachgeordneter Titel zum ihm gleichzeitig verliehenen Titel Earl of Strafford. Die Baronstitel wurde ihm mit dem besonderen Zusatz verliehen, dass er in Ermangelung männlicher Nachkommen auch an seinen Bruder und dessen männliche Nachkommen vererbbar sei. Bereits am 22. Juli 1628 war er zum Baron Wentworth, of Wentworth-Woodhouse, sowie zum Baron of Newmarch and Oversley, und am 13. Dezember 1628 zum Viscount Wentworth erhoben worden. 1641 wurde er wegen Hochverrats hingerichtet und ihm seine Titel aberkannt. 1662 erwirkte sein Sohn die Wiederherstellung der Titel als 2. Earl. Bei dessen Tod am 16. Oktober 1695 erloschen alle seine Adelstitel mit Ausnahme der Baronie Raby, die gemäß dem besonderen Vermerk an seinen Neffen 2. Grades, Thomas Wentworth, als 3. Baron fiel. Ebendiesem 3. Baron Raby wurde der Titel Earl of Strafford am 29. Juni 1711 in der Peerage of Great Britain neu geschaffen, zusammen mit dem nachgeordneten Titel Viscount Wentworth. Beim Tod seines Neffen, des 3. Earls, am 7. August 1799 erloschen schließlich alle drei Titel.
In zweiter Verleihung wurde am 29. Januar 1833 der Titel Baron Raby, of Raby Castle in the County of Durham in der Peerage of the United Kingdom für William Vane, 1. Marquess of Cleveland, neu geschaffen, als nachgeordneter Titel zum ihm gleichzeitig verliehenen Titel Duke of Cleveland. Bereits 1792 hatte er von seinem Vater die Titel Earl of Darlington und Viscount Barnard, beide 1754 in der Peerage of Great Britain geschaffen, sowie Baron Barnard, 1698 in der Peerage of England geschaffen, geerbt. Am 17. September 1827 war er zudem zum Marquess of Cleveland erhoben worden. Dem ersten Duke folgten nacheinander seine drei Söhne, die allerdings alle kinderlos starben. Beim Tod des 4. Dukes, am 21. August 1891, erloschen somit das Dukedom und alle nachgeordneten Titel, mit Ausnahme der Baronie Barnard, die an einen entfernten Verwandten fiel.

## Liste der Barone Raby

### Barone Raby, erste Verleihung (1640)
- Thomas Wentworth, 1. Earl of Strafford, 1. Baron Raby (1593–1641) (Titel verwirkt 1641)
- William Wentworth, 2. Earl of Strafford, 2. Baron Raby (1626–1695) (Titel wiederhergestellt 1662)
- Thomas Wentworth, 1. Earl of Strafford, 3. Baron Raby (1672–1739)
- William Wentworth, 2. Earl of Strafford, 4. Baron Raby (1722–1791)
- Frederick Wentworth, 3. Earl of Strafford, 5. Baron Raby (1732–1799)

### Barone Raby, zweite Verleihung (1833)
- William Vane, 1. Duke of Cleveland, 1. Baron Raby (1766–1842)
- Henry Vane, 2. Duke of Cleveland, 2. Baron Raby (1788–1864)
- William Vane, 3. Duke of Cleveland, 3. Baron Raby (1792–1864)
- Harry Powlett, 4. Duke of Cleveland, 4. Baron Raby (1803–1891)